# Sebastijan Žepič
Sebastijan Žepič, slovenski gimnazijski profesor, slavist in klasični filolog, * 18. januar 1829, Gozd, Tržič, † 9. januar 1883, Zagreb.  

## Življenje in delo
Sebastijan (Boštjan) Žepič, šolnik in jezikoslovec, se je rodil v kmečki družini Antonu in Tereziji (rojena Mali). Po ljudski šoli v Križah je obiskoval gimnazijo v Ljubljani (1844–1851) in se vzdrževal s priložnostnimi zaslužki. Nato je na Dunaju študiral klasično in slovansko filologijo (1851–1854), ob skromni štipendiji si je pomagal z inštrukcijami, kot odličen študent pa je že v 3. letniku supliral (1853/1854) na dunajski akademski gimnaziji. Izpit za gimnazijskega profesorja iz latinščine, slovanskih jezikov in slovenščine za vse gimnazijske razrede je opravil leta 1855. Služboval je na gimnazijah v Varaždinu (1854–1871), v Novem mestu (1871–73) in v Zagrebu (1873–1883). Že od študentskih let je prijateljeval z Janezom Trdino, zlasti pa z Matijem Valjavcem, kateremu je pomagal nabirati ljudske pripovedke v okolici Varaždina (1858), sam pa je zapisoval slovenske ljudske pesmi. 
Za Mohorjevo družbo je prevedel eno njenih prvih knjig Slovenski Goffine ali Razlaganje cerkvenega leta (Celovec, 1853). V slovenščino je prevedel tudi nekaj komedij iz nemščine in češčine. V Sloveniji in na Hrvaškem je objavljal krajše jezikoslovne in pravopisne prispevke. Za Hrvaško akademijo znanosti in umetnosti je prirejal besedila starejših hrvaških književnikov. V ožji domovini je objavil učbenika za latinščino (1875) ter latinsko-nemško-slovenski in slovensko-latinski slovar (1875), v hrvščini pa priročni latinsko-hrvaški slovar (1881). Pomemben pa je tudi njegov delež pri velikem Latinsko-hrvatskem rječniku za škole M. Divkovića (1881), za katerega je v celoti obdelal črke C-H.